# (101) Hélène
Pour les articles homonymes, voir Hélène.
(101) Hélène, désignation internationale (101) Helena, est un astéroïde de la ceinture principale d'astéroïdes.

## Description
(101) Hélène est un astéroïde de la ceinture principale d'astéroïdes. Il fut découvert le 15 août 1868 à Ann Arbor par James Craig Watson. Il présente une orbite caractérisée par un demi-grand axe de 2,58 UA, une excentricité de 0,14 et une inclinaison de 10,2° par rapport à l'écliptique.
Il est nommé d'après Hélène de Troie, personnage de la mythologie grecque.

## Compléments